# Mikołaj z Sienna
Mikołaj z Sienna (zm. 1484) – kanonik krakowski, scholastyk wiślicki 1448, kanonik gnieźnieński 1455, archidiakon sandomierski 1478
Jego matką była Katarzyna Oleśnicka, córka Dymitra z Goraja herbu Korczak, a ojcem Dobiesław Oleśnicki. Bratanek kardynała Zbigniewa Oleśnickiego
Bracia:
- Paweł z Sienna
- Dymitr z Sienna
- Jan z Sienna
- Jakub z Sienna
- Andrzej Sienieński (zm. 1494)

oraz Piotr łowczy sandomierski, Zygmunt z Sienna, Wiktor z Sienna, Zbigniew z Sienna, Marcin z Sienna, Maciej z Sienna, i siostra Dorota z Sienna